# Ryszard Nowicki

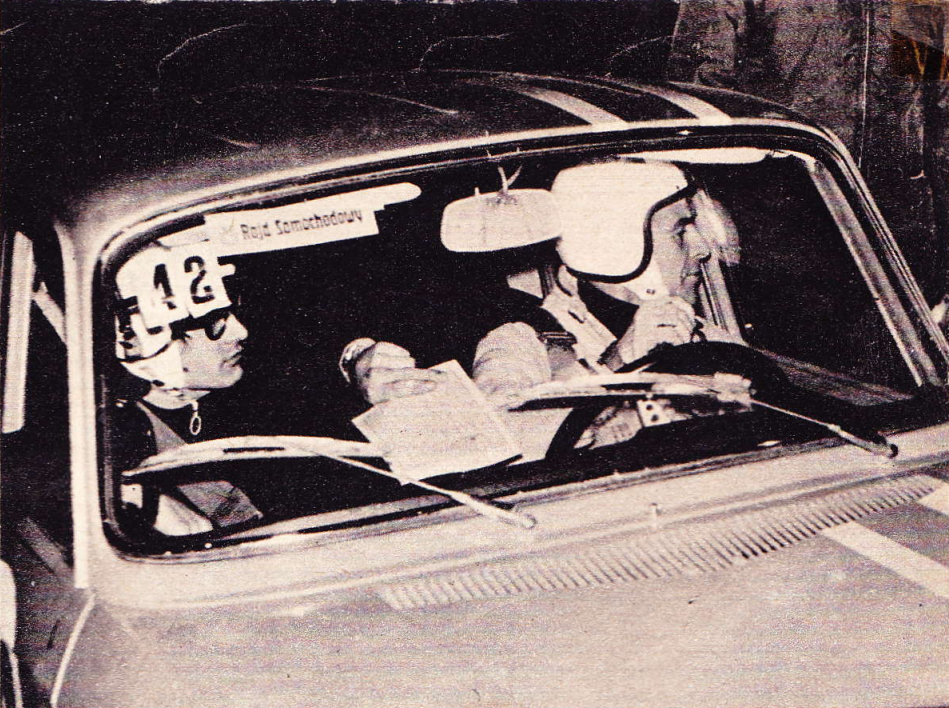
Ryszard Nowicki (za kierownicą) podczas zwycięskiego 8 Rajdu Warszawskiego

Ryszard Nowicki (ur. 23 lutego 1927 w Kaplonosach, zm. 23 grudnia 2021) − polski kierowca i pilot rajdowy, rajdowy mistrz Polski z roku 1969, pracownik naukowy, uczestnik powstania warszawskiego (pseudonim Sokół i Sęp).

## Życiorys
W wieku 17 lat ochotniczo uczestniczył w powstaniu warszawskim, zaprzysiężony 8 sierpnia 1944 w jako strzelec zgrupowania Leśnik.  Walczył w okolicach Dworca Gdańskiego i w Państwowej Wytwórni Papierów Wartościowych, ranny, awansowany do stopnia starszego strzelca, przebił się do Puszczy Kampinoskiej. Po wojnie w Busko-Zdroju zdał maturę, a następnie w Krakowie, ukończył studia na Politechnice Krakowskiej i został pracownikiem naukowym. Od początku lat 60 uprawiał rajdy w barwach Automobilklubu Krakowskiego. Mimo ograniczeń ruchowych zgruchotanej w powstaniu ręki odniósł wiele sukcesów w rajdach krajowych i zagranicznych. W roku 1967 został Mistrzem Polski w klasie do 850 cm3 kategorii A (Zastava 750), w 1968 I wicemistrzem Polski w klasyfikacji generalnej i Mistrzem Polski w klasie do 1300 cm3 (NSU 1000 TT). W roku 1969 zdobył Mistrzostwo Polski w klasyfikacji generalnej, pilotował go Marian Bień, mistrzostwa ukończyli prowadząc samochód Renault 8 Gordini. W tym też roku odznaczony tytułem Mistrza Sportu. W roku 1970 był Mistrzem Polski w klasie IV (Renault 8 Gordini), a w 1971 II wicemistrzem Polski w klasie VIII (wspólnie z Wojciechem Schrammem w Polskim Fiacie 125p 1500). W 1973 należał do zespołu, który pod Wrocławiem ustanowił Polskim Fiatem 125p trzy światowe rekordy prędkości. Po sezonie 1973 otrzymał tytuł „Zasłużony Mistrz Sportu” oraz złoty medal „Za wybitne osiągnięcia sportowe”. W roku 2008 za walkę w Powstaniu Warszawskim odznaczony Krzyżem Kawalerskim Orderu Odrodzenia Polski.